# Pleisweiler-Oberhofen
Pleisweiler-Oberhofen là một đô thị thuộc huyện Südliche Weinstraße, trong bang Rheinland-Pfalz, phía tây nước Đức. Đô thị này có diện tích 5,05 km², dân số thời điểm ngày 31 tháng 12 năm 2006 là 830 người.